# Астротурфінг

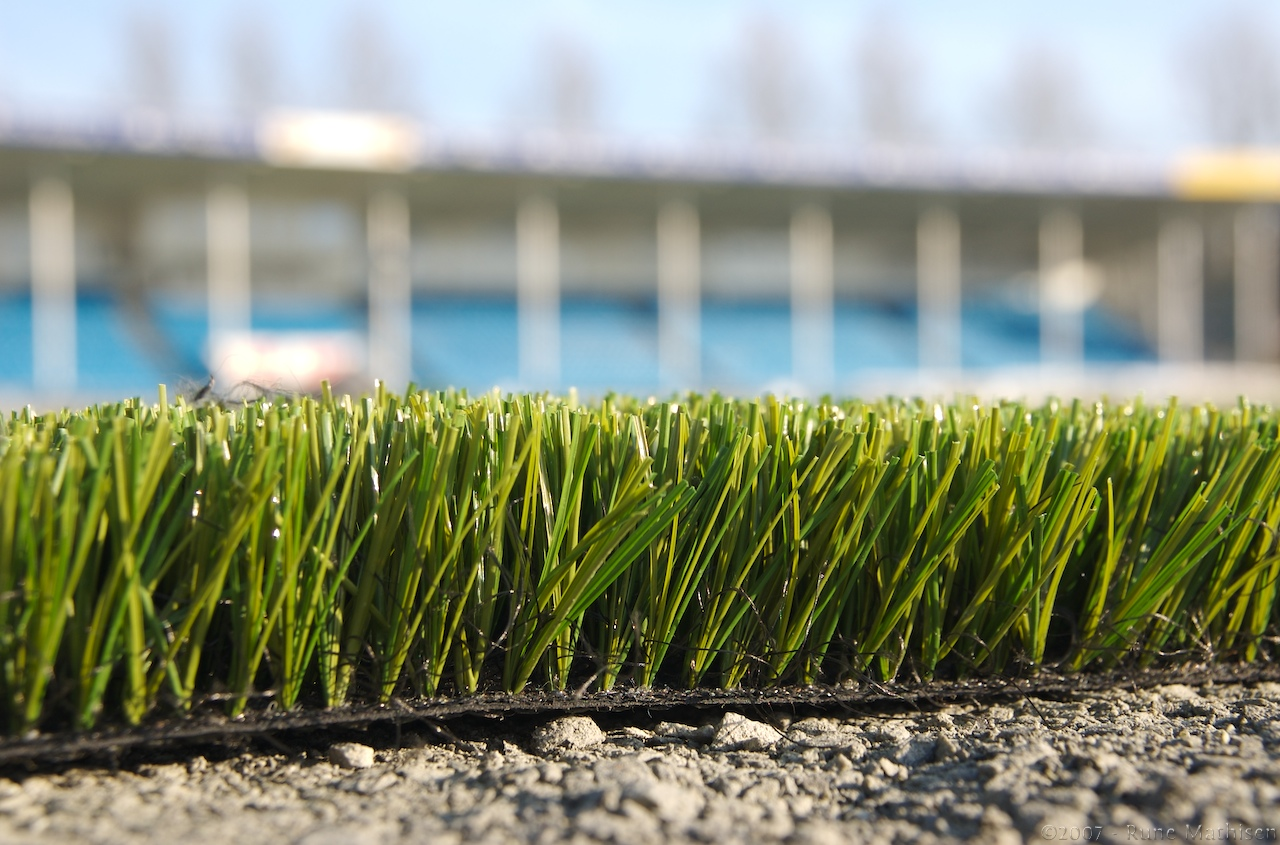
Низові громадські ініціативи англійською мовою мають назву grassroots, «корені трави». «Астротурфінг» — маскування оплачених ініціатив під природні.

Астротурфінг або астротерфінг (англ. astroturfing, походить від компанії штучної трави AstroTurf, яку вживають як загальну назву) — це практика приховування спонсорів повідомлення чи організації для того, щоб здавалося ніби вони створені та підтримані простими людьми, громадськими колами; імітація запиту від суспільства; діяльність, яка має на меті створити ілюзію широкої підтримки продукту, думки, політичного курсу тощо.. 
Для створення штучної громадської думки використовують програмне забезпечення або наймають представників засобів масової інформації, блогерів, інтернет-коментаторів, та інших спеціалістів.
Використовується наприклад, для просування товарів, ідей або певних рішень у політичній, соціальній, економічній та інших сферах.

## Історія терміна
Цей термін сформувався нещодавно. Трава, «корені трави», англ. grassroots, є метафорою для низових громадянських ініціатив. Натомість «астротурфінг» походить від слова AstroTurf, що є зареєстрованим товарним знаком компанії зі створення штучного трав'яного покриття для стадіонів. Вперше новий термін було вжито у 1985 році, американським сенатором Ллойдом Бентсеном: таким чином він описав величезну кількість листів, скарг та звернень громадян США, що були спрямовані на схилення органів державної влади до прийняття вигідних рішень в інтересах провідних страхових компаній. З цього часу термін «астротурфінг» почали широко застосовувати у правовій та політичній думці.
Англійською «astroturfing» є однією з форм пропаганди на підтримку політичних, організаційних або корпоративних програм, розроблена для створення імітації масового руху. Зокрема, метою таких кампаній є маскування зусиль політичної або комерційної організації, як незалежної громадської реакції, на окремі політичні об'єднання, продукти, послуги або події тощо.
Астротурфери здійснюють маніпулювання громадською думкою за допомогою явних і прихованих (дезінформація) способів. Він, як правило, проводиться високоорганізованими професійними групами на кошти зацікавлених корпорацій, союзів, некомерційних або активістських організацій. Серед них є і політичні консультанти, які також спеціалізуються на дослідженнях опозиції[джерело?].
За іншим визначенням, астротурфінг — це застосування сучасного програмного забезпечення спеціалістів для штучного управління громадською думкою. Застосовується для організації та проведення інформаційних кампаній в Інтернеті, зокрема для витіснення думки реальних людей на вебфорумах. Наприклад, для просування товарів, ідей здійснюється організація різних суперечок, які створюють враження, що велика кількість людей вимагає чогось конкретного, або виступає проти чого-небудь. Також астротурфінг використовується корпоративними лобістами, вірусними маркетологами або політтехнологами, спецслужбами, зокрема авторитарних і тоталітарних країн для виявлення дисидентів або планів учасників соціальних мереж.

## Методи астротурфінгу
1. Метод дезінформації
2. Метод пропаганди
3. Метод тролінгу
4. Метод ляльководіння (sockpuppeting[en])

## Приклади астротурфінгу
Сучасні технології, які використовуються для астротурфінгу у віртуальному просторі, надають змогу заощадити витрати і зусилля для досягнення мети, тому використання Інтернету, зокрема соціальних мереж, сприяє поширенню даної діяльності. Так, наприклад у серпні 2009 року Грінпіс виявив витік електронної пошти від Американського інституту нафти (API), в якому члени нафтової компанії ExxonMobil, Shell, BP, ConocoPhilips, наполегливо рекомендували посилати своїх співробітників на мітинги «Енергія Громадянина» з метою мобілізації підтримки змін до екологічного законодавства.
Дослідження Університету Індіани проведенні в 2010 році за допомогою розробленої програми для виявлення astroturfing в інформаційних потоках свідчать про поширення штучної суспільної думки через соціальні мережі. Деякі з цих випадків привернули увагу преси, напередодні виборів 2010 у США, внаслідок чого було виявлено багато акаунтів, які поширювали замовлену штучну думку та були призупиненні у соціальній мережі Twitter. Зокрема, вище наведені дослідження проводились щодо кількості прикладів сприяння консервативній політиці окремих кандидатів.
Також слід зауважити, що у 2010 році організація «Balanced Copyright» використала блоги Facebook та астротурфінг для впливу на прийняття законопроєкту С-32 «Цифрової стратегії економіки» шляхом витіснення думки реальних людей.
Так, за повідомленням Guardian замовлення зацікавленими суб'єктами здійснення певного впливу на постійній основі передбачає розробку програми «он-лайн менеджменту особистості», який дозволить одному співробітнику контролювати до десяти різних віртуальних особистостей по всьому світу.
В Росії за допомогою спеціалістів під підставними акаунтами, поширюється компрометуюча та недостовірна інформація, а саме на блогах, сайтах, чатах, форумах, у соціальних мережах проти конкретних осіб із метою створення штучної суспільної думки.

## Виявлення астротурфінгу
- Методи технічні.

Система Truthy — це дослідницький проєкт, який допоможе зрозуміти, як поширюється астротурфінг на Twitter. Truthy це система аналізу та візуалізації поширення інформації у Twitter. Truthy система оцінює тисячі твітів за годину, щоб виявляти нові сплески активності навколо мемів різних смаків. Дані та статистика, надана Truthy, призначені для надання допомоги у вивченні соціальних епідемій. Truthy використовують для виявлення політичних мемів, астротурфінгу, дезінформації та інших соціальних забруднень соціальних мереж.
- Методи фізичні.
- Веббригади.